# Дрец (Бранденбург)
Дрец (њем. Dreetz) општина је у њемачкој савезној држави Бранденбург. Једно је од 23 општинска средишта округа Остпригниц-Рупин. Према процјени из 2010. у општини је живјело 1.225 становника. Посједује регионалну шифру (AGS) 12068109.

## Географски и демографски подаци
Дрец се налази у савезној држави Бранденбург у округу Остпригниц-Рупин. Општина се налази на надморској висини од 29 метара. Површина општине износи 64,4 km². У самом мјесту је, према процјени из 2010. године, живјело 1.225 становника. Просјечна густина становништва износи 19 становника/km².